# Lanžov
Obec Lanžov se nachází v okrese Trutnov, kraj Královéhradecký. Žije zde 216 obyvatel.

## Historie
První písemná zmínka o obci pochází z roku 1542.
V obci je mateřská škola, nachází se zde kemp a koupaliště.
V obci působí SDH Lanžov.

## Pamětihodnosti
- Kostel svatého Bartoloměje
- Hřbitovní kaple rytířské rodiny Czeczinkarů s branou
- Boží muka
- Socha svatého Jana Nepomuckého na jihozápad od kostela
- Fara čp. 1

## Rodáci
Jaromír Emr (1918–2013), ortoped

## Galerie

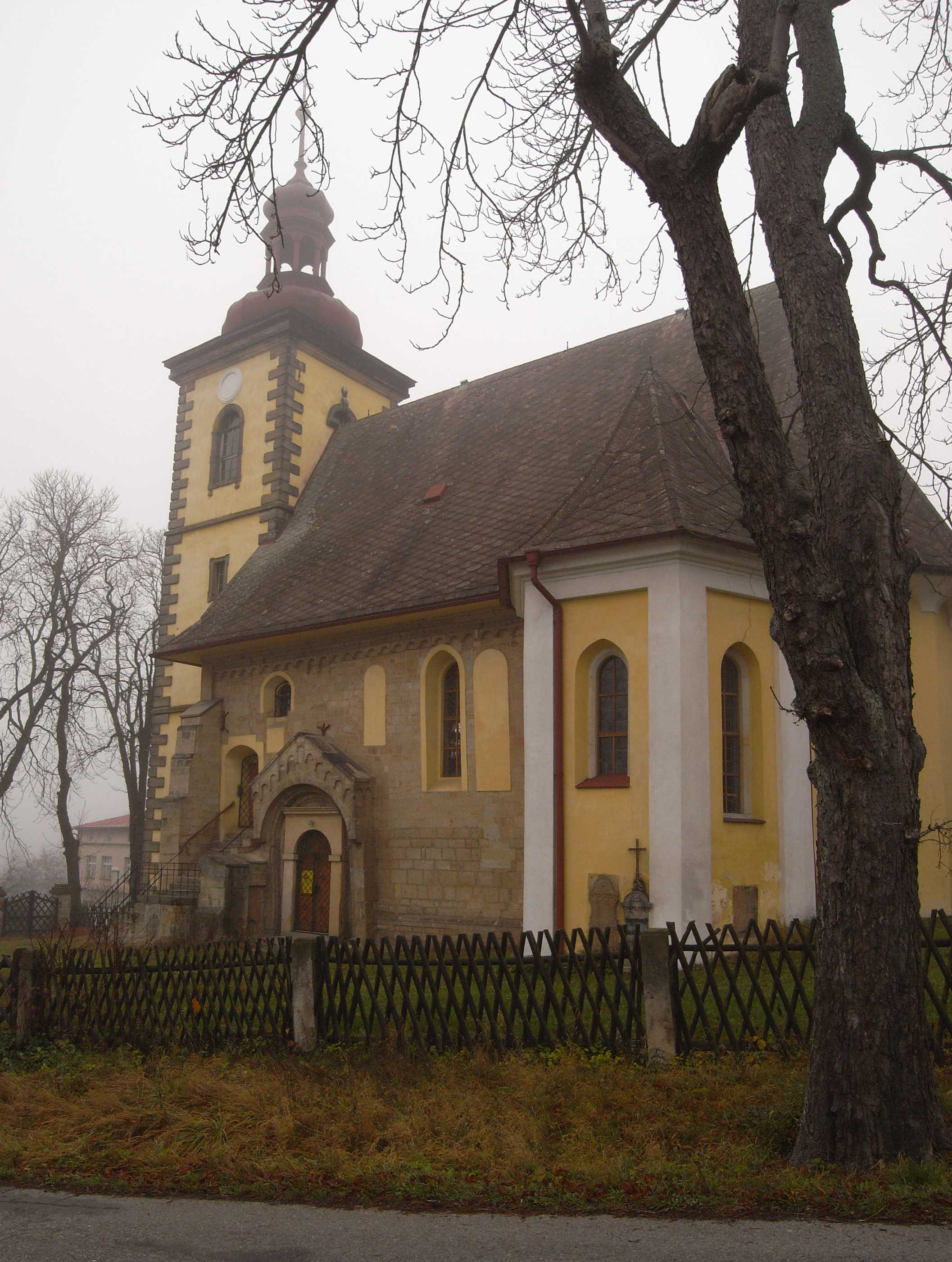
Kostel svatého Bartoloměje
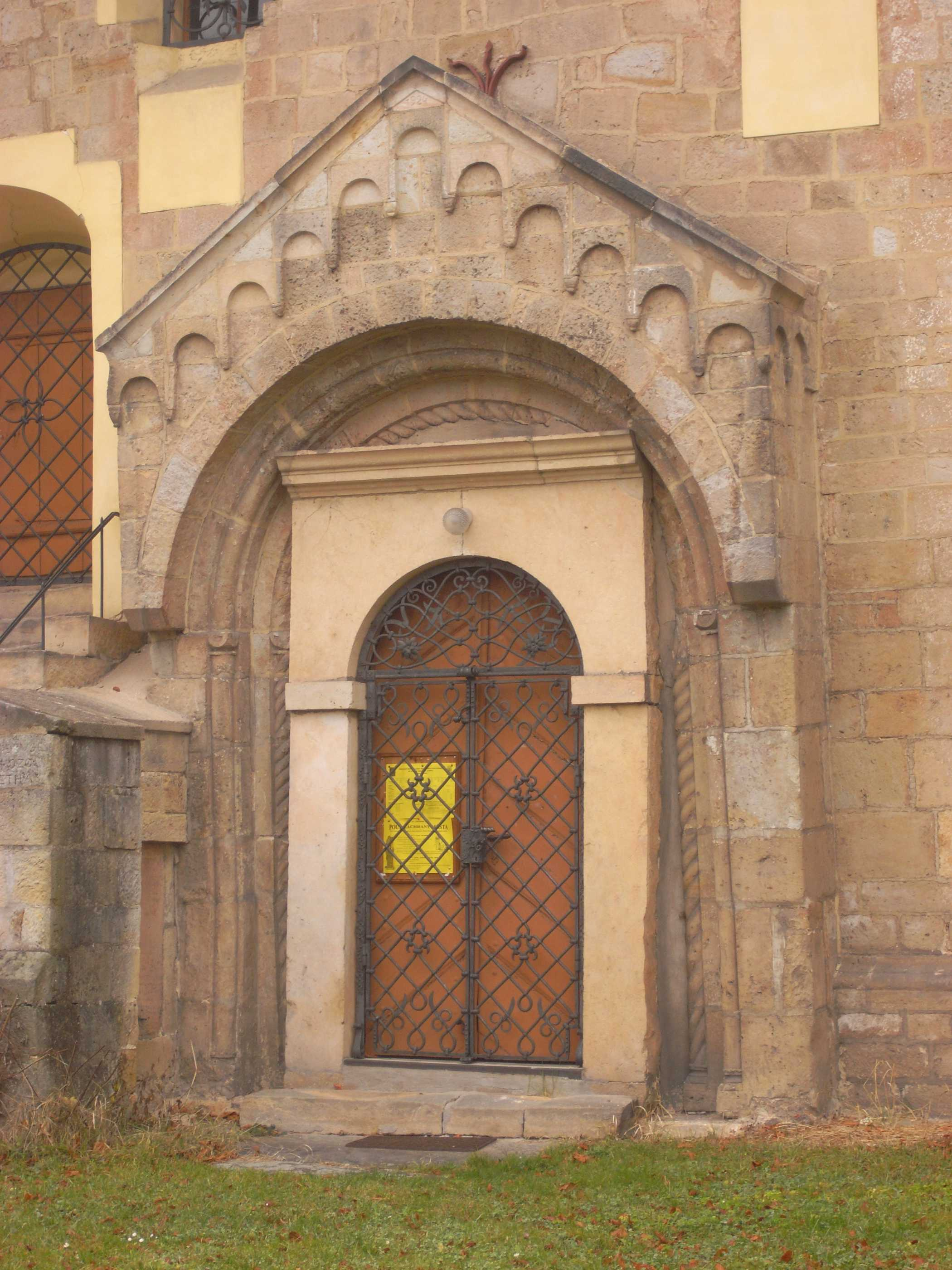
Románský portál kostela sv. Bartoloměje
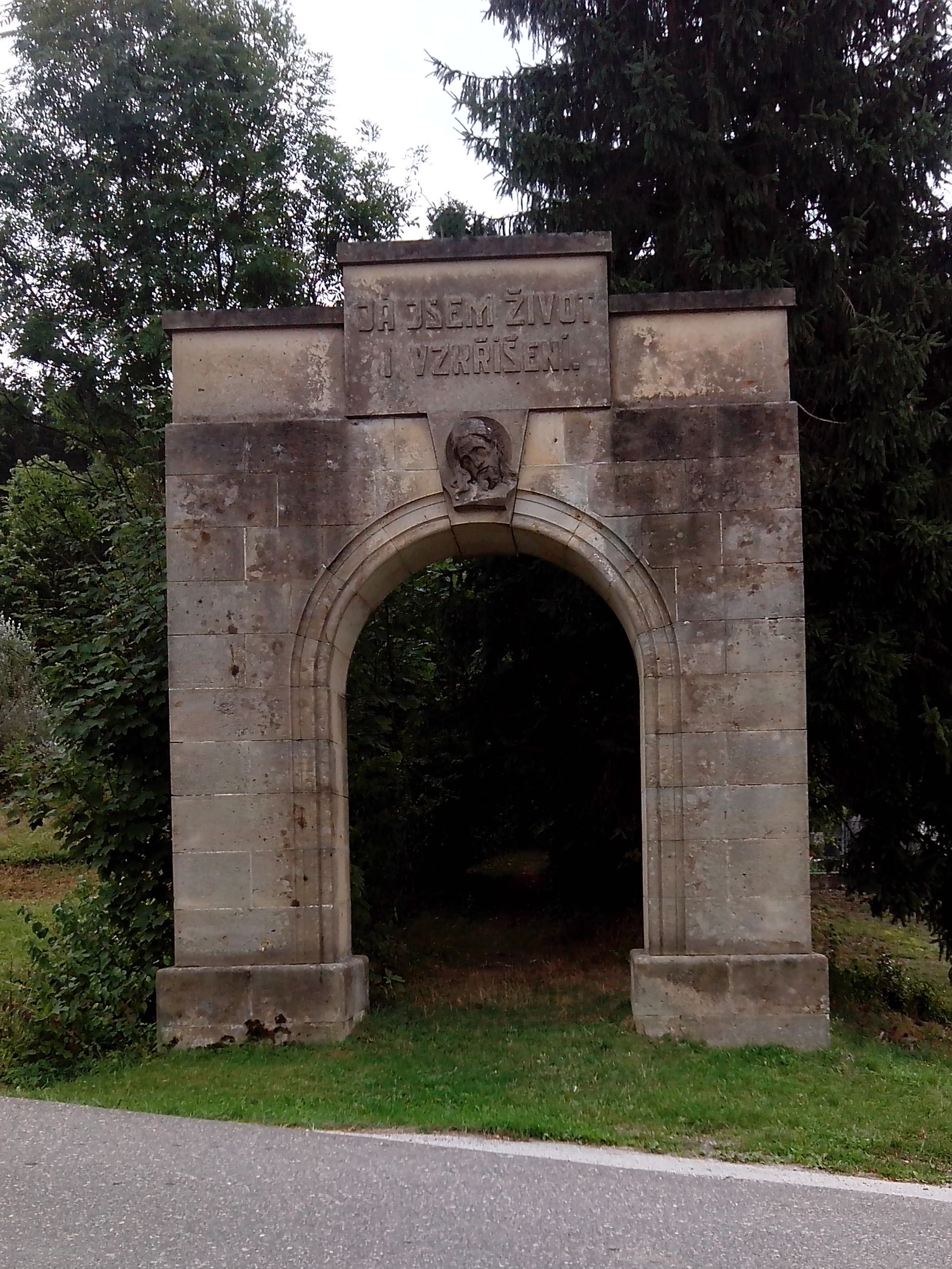
Brána ke hřbitovní kapli rodiny Czeczinkarů
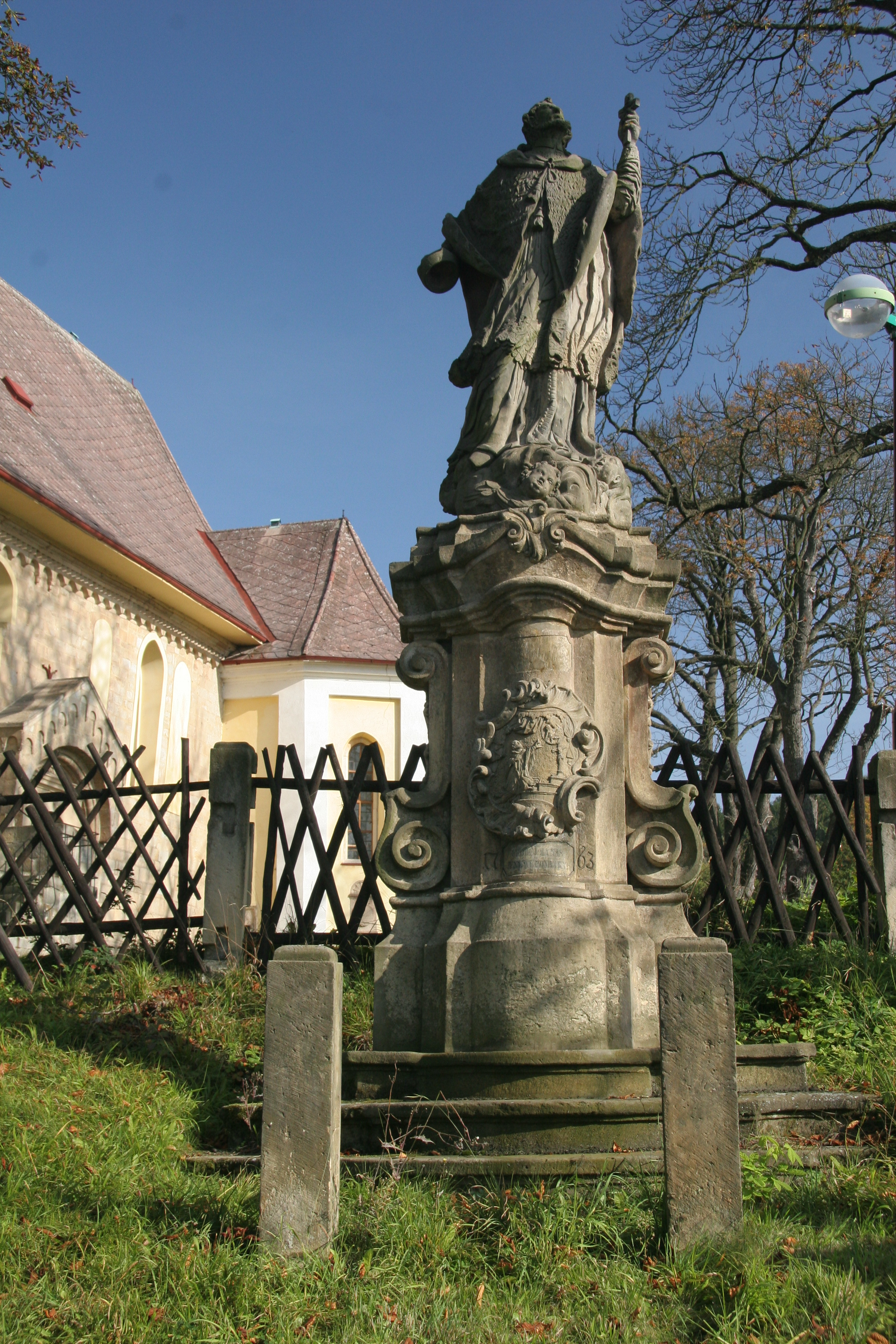
Socha sv. Jana Nepomuckého
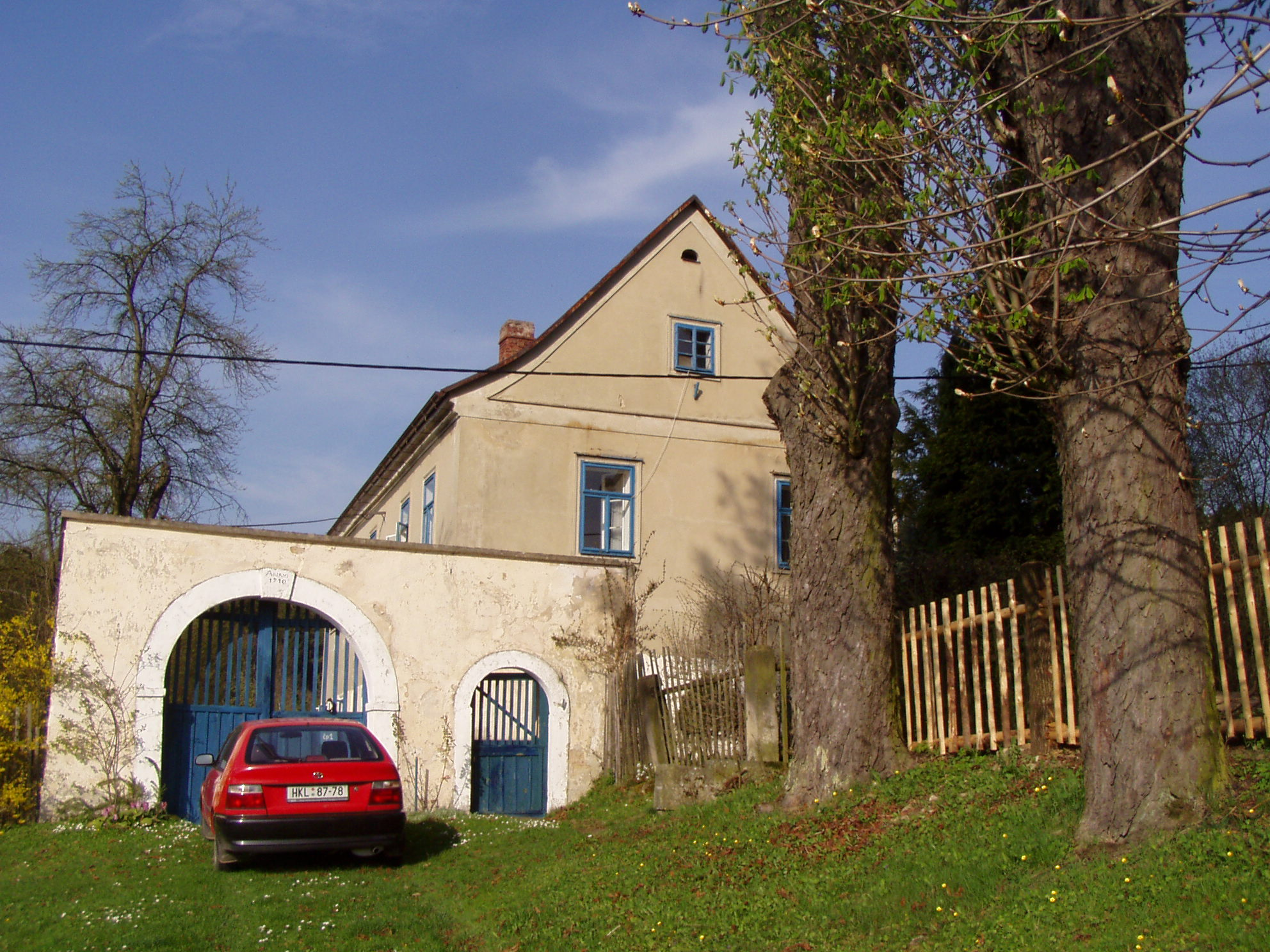
Fara

## Části obce
- Lanžov
- Lhotka
- Miřejov
- Sedlec
- Záborov